# La Pepeta (revista)
La Pepeta: portaveu de les ganxetes ben amigues de la barrila va ser una publicació satírica apareguda a Reus l'any 1923.

## Història
El seu primer número va sortir el 3 de febrer de 1923 coincidint amb el carnaval, tot i que no era una revista carnavalesca. Va convertir-se ràpidament en la revista del "cor" local, utilitzant un humorisme festiu que no es comprometia amb cap sector ideològic o polític. Explicava xafarderies amb gràcia, i els seus redactors van tenir algun disgust pels seus comentaris de vegades impertinents. Des del primer número incorporava una secció esportiva, també en clau humorística, de gran èxit. A partir del número 31 va continuar amb el títol La Pepeta: setmanari humorístic i portaveu d'esports. De entre les publicacions reusenques del seu gènere va ser una de les de més llarga durada, ja que l'últim número conegut és el 41, del 10 d'octubre de 1923.
S'imprimia a la Impremta de J. Vila Sugrañes, al Raval Alt de Jesús, número 38, on hi havia la redacció. El nombre de pàgines era variable, normalment 4; tenia la capçalera tipogràfica i el director era A. Juazo. Els redactors coneguts eren Carles Torrell Badia i Joan Roca Jové. Va publicar un número extraordinari el mes de juny dedicat al Reus Deportiu. El 1924 va sortir La Batallada, també una revista satírica i de xafarderies, que es declarava successora de La Pepeta.

## Localització
- Una col·lecció quasi completa a la Biblioteca Central Xavier Amorós.[2]
- Una col·lecció a la Biblioteca del Centre de Lectura de Reus i alguns exemplars a la Biblioteca de Catalunya.[3]